# Patrick Villars
Patrick Villars (né le 21 mai 1984 au Ghana) est un footballeur ghanéen, qui évoluait au poste de défenseur.

## Biographie

### Carrière en sélection
Il joue pour le club Ebusua Dwarfs.
Il participe avec les sélections de jeunes à la Coupe du monde des moins de 20 ans 2001 et aux Jeux olympiques d'été de 2004.

## Palmarès
| Trabzonspor - Coupe de Turquie (1) : - Vainqueur : 2002-03. |  | Ghana -20 ans - Coupe du monde -20 ans : - Finaliste : 2001. |